# Darkness on the Edge of Town
Darkness on the Edge of Town és el quart àlbum de Bruce Springsteen, llançat a finals de la primavera de 1978. L'àlbum va marcar la fi d'un període forçat de tres anys sense gravar provocat per obligacions contractuals i batalles legals amb el mànager anterior Mike Appel. Malgrat l'àlbum no va produir singles que escalessin les llistes d'èxit va romandre a les llistes durant 97 setmanes. El setembre de 2010 un documental que narrava com es va fer Darkness es va estrenar al Toronto International Film Festival.
En aquest documental cita de Springsteen diu: "Més que ric, més que famós, més que feliç... jo volia ser gran".

## Història
Tot recuperant-se dels problemes legals i de l'estrès creat per l'èxit de Born to Run, Springsteen va llançar un disc menys comercial amb Darkness on the Edge of Town.
D'acord amb la idea de seqüenciació dels vinils originals, Springsteen va continuar la seva aproximació de "quatre cantons" que ja havia emprat amb Born to Run, amb les cançons inicials de cada cara ("Badlands" i "The Promised Land") que eren himnes per superar les circumstàncies, mentre les cançons finals de cada cara ("Racing in the Street", "Darkness on the Edge of Town") eren tristes composicions sobre com les circumstàncies superen tota esperança. A diferència de Born to Run, les cançons eren gravades per tota la banda a l'hora, sovint poc després d'haver estat escrites per Springsteen. Steven Van Zandt va ser acreditat com a assistent de producció per haver ajudat Springsteen a reforçar els arrangements del so èpic de Born to Run.
Aquesta col·lecció de cançons, totes cantades en primera persona, tenia sensació d'unitat a causa de diversos temes recurrents. Les paraules "darkness" / "dark" (foscor) apareixen en sis cançons, mentre que nou de les cançons contenen les paraules "night" / "tonight" (nit). "They" (ells) és mencionat a vuit cançons com a suggerint de forma general a gent innombrable que dona mala influència. "Work" / "worked" / "working" (feina) forma part de sis cançons, igual que "dream" / "dreams" (somnis). Sis cançons presenten a Bruce o els seus personatges conduint o fent carreres de cotxes "driving" / "racing" / "riding" o esmentant noms de cotxes. També hi ha referències a "blood" (sang), "born" (néixer), "love" / "loved" (amor) a quatre cançons.
La foto de portada i les fotos del fulletó interior varen ser preses pel fotògraf Frank Stefanko a la casa d'aquest a Haddonfield, New Jersey.
Springsteen diu que: "Quan vaig veure la foto vaig dir 'Aquest és el tipus que apareix a les cançons'. 'Volia aquella part de mi que encara podia ser aquell tipus de la portada. Frank et desfà de tota mena de fama i només et deixa l'essència'. Era sobre això que tractava el disc."
El novembre de 2010 va sortir a la llum una capsa de rellançament. Inicialment havia estat planificada pel 2008, per marcar el trentè aniversari de l'àlbum original, però es va retardar, presumptament degut als nombrosos altres projectes de Springsteen el 2008. El gener de 2009, el mànager de Springsteen, Jon Landau, deia que el projecte encara estava inacabat: "Quan puguem trobar sis setmanes per seure'ns i acabar-ho estic segur que ho farem."
El documental titulat "The Promise: The Making of Darkness on the Edge of Town" va ser produït per la capsa.

## Llista de cançons
Totes les cançons escrites per Bruce Springsteen.
Primera cara
1. "Badlands" – 4:01
2. "Adam Raised a Cain" – 4:32
3. "Something in the Night" – 5:11
4. "Candy's Room" – 2:51
5. "Racing in the Street" – 6:53

Segona cara
1. "The Promised Land" – 4:33
2. "Factory" – 2:17
3. "Streets of Fire" – 4:09
4. "Prove It All Night" – 3:56
5. "Darkness on the Edge of Town" – 4:30

## Material no emprat
Durant les sessions de gravacio del Darkness, Springsteen va escriure i enregistrar moltes cançons que no va acabar emprant per al disc. Això va ser per mantenir intacte el fil temàtic de l'àlbum, àdhuc a expenses de deixar fora grans cançons. Segons Jimmy Iovine, Springsteen va escriure almenys 70 cançons durant les sessions i 52 d'elles varen ser enregistrades si bé algunes no es varen completar. El 2011, 33 d'aquestes cançons han estat ja oficialment publicades.
Algunes parts del material no emprat varen esdevenir èxits per altres artistes com ara "Because the Night" per a Patti Smith, "Fire" per Robert Gordon i The Pointer Sisters, "Rendezvous" per Greg Kihn, "This Little Girl" per Gary U.S. Bonds, i diverses cançons per a Southside Johnny incloent la major part del disc "Hearts of Stone". Altres cançons com "Independence Day", "Point Blank", "The Ties That Bind", i "Sherry Darling" varen aparèixer al següent disc de Springsteen, The River, i encara d'altres varen esdevenir clàssics dels recopilatoris no oficials fins a l'aparició de Tracks, 18 Tracks i The Promise. Aquest últim conté 21 cançons de les sessions del Darkness, moltes amb nova gravació vocal i instruments afegits. Va ser publicat amb la capsa de novembre de 2010.

## Personal
The E Street Band
- Bruce Springsteen – veu i guitarra solista, harmònica
- Roy Bittan – piano, veus de fons
- Clarence Clemons – saxo, veus
- Danny Federici – òrgan, glockenspiel
- Garry Tallent – baix elèctric
- Steven Van Zandt – guitarra rítmica, veus
- Max Weinberg – bateria, percussió

Producció
- Produït per Jon Landau i Bruce Springsteen
- Steve Van Zandt – assistent de producció
- Jimmy Iovine – enginyer de so, mescla
- Thom Panunzio – assistent de l'enginyer
- Chuck Plotkin – mescla
- Mike Reese – masterització
- Frank Stefanko – fotografia